# 清洲城

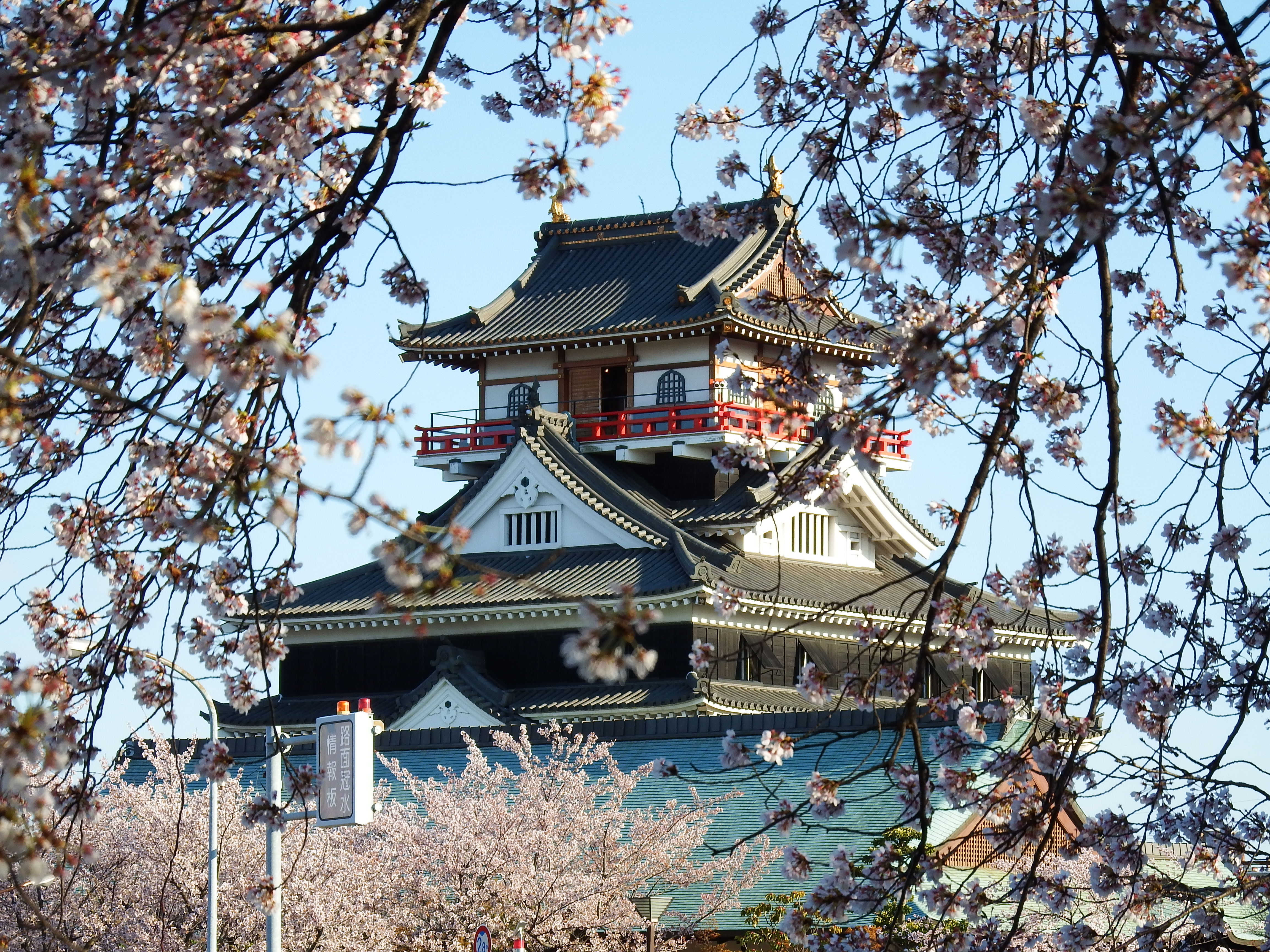
清洲城

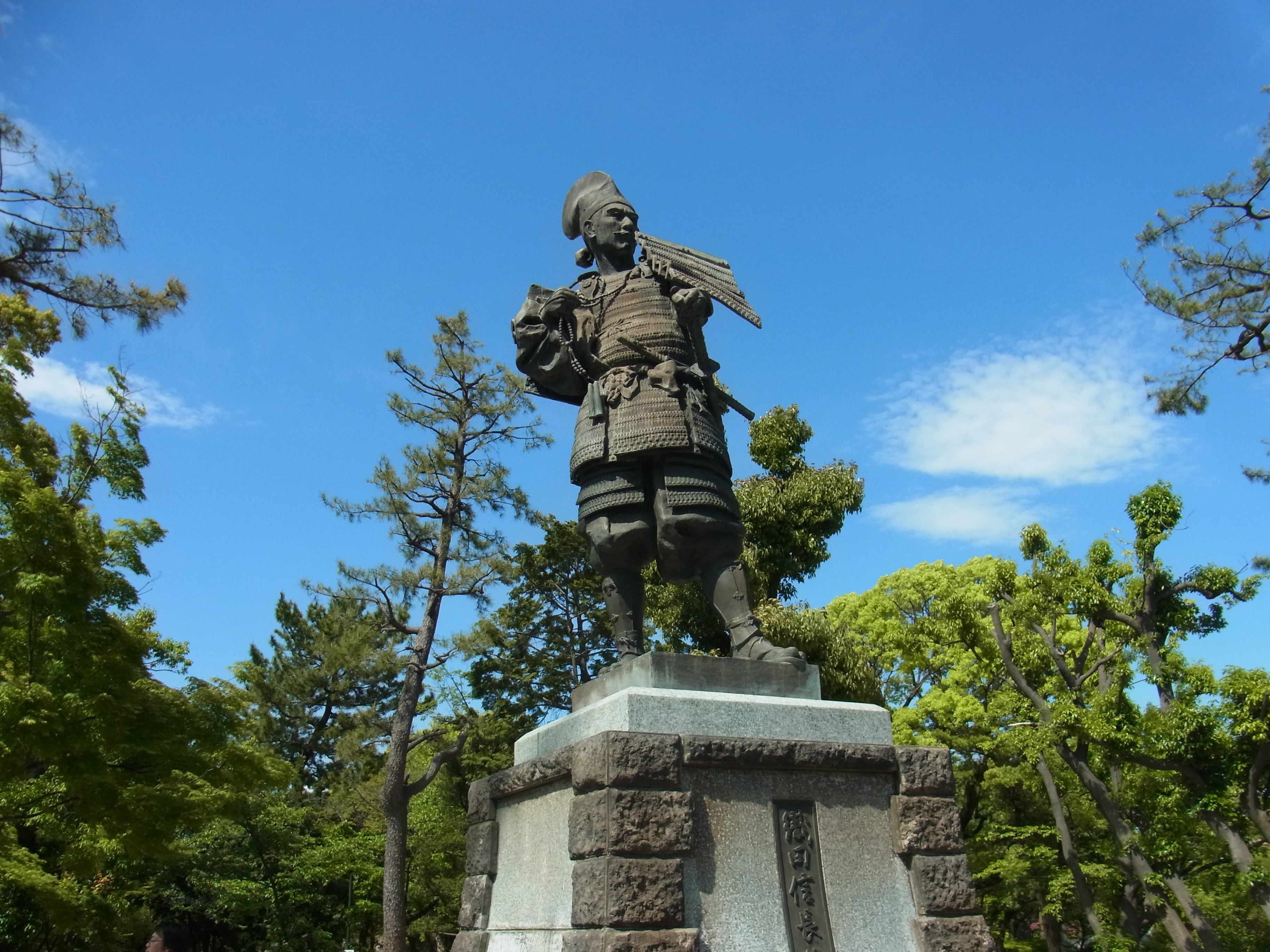
位於清洲公園織田信長公像

清洲城是位於日本愛知縣清須市的城堡（古尾張國春日井郡）。位於尾張國的中心部份，京鎌倉往還與伊勢街道在此合流，由此亦可通往中山道，是一处重要的交通要衝。

## 歷史
於應永12年（1405年），由尾張、遠江、越前守護的斯波義重築城。當初是作為尾張守護所下津城的子城而建成，文明8年（1476年），因守護代織田家的内亂而使得下津城燒毀，文明10年（1478年），守護所轉移到清洲並成為尾張國的中心地。「織田彈正忠家」當主織田信秀任職清洲奉行时以此为居城，此外清洲城一直是「織田大和守家」的本城，事实上已经相当于尾張下四郡守護代織田家本城。
織田信秀將據點移到古渡城以後宗家織田信友为城主。弘治元年（1555年），織田信長聯合織田信光將織田信友殺害，其後信長由那古野改遷至此，並進行大幅的增築，此后10年间清洲城為織田家本據城（清洲之戰）。於永禄6年（1563年），為了準備攻擊美濃國齋藤氏於是信長遷移到小牧山城，此后此城成為番城，无城主。
天正10年（1582年），信長於本能寺之變死亡，重臣們召開清洲會議，決定由次男織田信雄繼承清洲城。天正14年（1586年），由信雄擴建了二重堀大天守、小天守、書院等。小田原合戰後，丰臣秀吉下令移封，但信雄抗命，被除封，此地成為豐臣秀次的領地。文祿4年（1595年）以後為福島正則的居城。慶長5年（1600年），關原之戰東軍利用此城作後方據點，戰後福島正則被轉封到安藝，领主由德川家康的四男松平忠吉取代。慶長12年（1607年），家康九男德川義直成為了城主。
慶長14年（1609年），德川家康下令将清洲藩的本城从清州改遷到名古屋，慶長15年（1610年），清州城的城下町被迁移到名古屋城下，清洲城亦被作名古屋城的築城材料。特別是名古屋城御深井丸西北櫓使用了清洲城天守的建材，所以亦被稱作清洲櫓。慶長18年（1613年），名古屋城完工、城下町轉移完成，清洲城成為廢城。

## 現在的清洲城
因為都市開發造成城跡大部份消失，城址被東海道本線以及東海道新幹線分為兩部份、存留至今的只有本丸土塁的一部份。東海道本線以南的城跡（清洲公園）内有信長銅像，以北的城跡（清洲古城跡公園）内有清洲城跡顯彰碑。
現時的清洲城天守是在1989年，舊清洲町町制執行100周年記念的时候重建的。重建的天守位于近邻城址的清洲文化廣場。
清洲城天守被拆卸后，其建材用于御深井丸西北櫓，现为指定重要文化財。
同時，清洲城的障壁畫轉移到總見寺保存、現在成為愛知縣指定繪畫。

## 關聯項目
- 日本城堡列表

## 外部連結
- 清洲城｜清須市